# キレハマメグンバイナズナ
キレハマメグンバイナズナ（切葉豆軍配薺、学名: Lepidium bonariense）は、アブラナ科マメグンバイナズナ属の草本。
和名は、マメグンバイナズナに似ていて、葉が深く切れ込んでいることから。

## 分布
日本では帰化植物。